# یوردی
یوردی (انگلیسی: Yordi؛ زادهٔ ۱۴ سپتامبر ۱۹۷۴) بازیکن فوتبال اهل اسپانیا است.
از باشگاه‌هایی که در آن بازی کرده‌است می‌توان به باشگاه ورزشی رئال مایورکا، باشگاه فوتبال اتلتیکو مادرید، باشگاه فوتبال بلکبرن روورز، باشگاه فوتبال رئال ساراگوسا، باشگاه فوتبال کوردوبا، باشگاه فوتبال سویا، باشگاه فوتبال ختافه، باشگاه فوتبال خرز، و باشگاه فوتبال اتلتیکو مادرید بی اشاره کرد.